# باربورزویل (ویرجینیا)
باربورزویل (به انگلیسی: Barboursville) یک منطقهٔ مسکونی در ایالات متحده آمریکا است که در شهرستان اورنج، ویرجینیا واقع شده‌است.